# أميرة أحمد
أميرة أحمد، (بالسويدية: Amira Ahmed)‏ هي عارضة أزياء فلبينية من أصل صومالي، ولدت أميرة في العاصمة السويدية، ستوكهولم. عملت أميرة خلال مسيرتها مع شركة جاب الأمريكية المتخصصة في الملابس والإكسسوارات، وشركة أل سينتس ( All Saints )، البريطانية المتخصصة في الأزياء، وشركة لوريال الفرنسية ( L'Oreal )  ، المتخصصة في صناعة مستحضرات التجميل والجمال، كما عملت أيضًا مع عدد من مصممي الأزياء العالميين، حيث قامت بالاستعراض في أسبوع الموضة لمصلحة سلسلة متاجر مايسيز الأمركية المتخصصة في تجارة التجزئة.